# Aeroporti in Abcasia

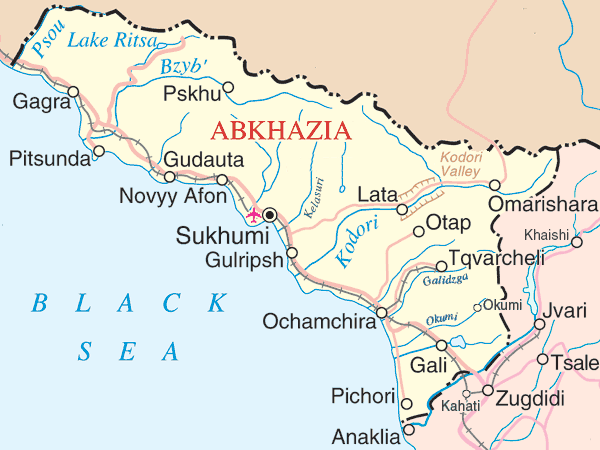
Mappa dell'Abcasia

La seguente è una lista di aeroporti in Abcasia:

## Aeroporti
| Città servite      | Distretto        | ICAO             | IATA             | Nome Aeroporto                                         | Coordinate            |
| Aeroporti civili   | Aeroporti civili | Aeroporti civili | Aeroporti civili | Aeroporti civili                                       | Aeroporti civili      |
| ------------------ | ---------------- | ---------------- | ---------------- | ------------------------------------------------------ | --------------------- |
| Pskhu              | Sukhumi          |                  |                  | Pskhu Airport                                          |                       |
| Sukhumi            | Sukhumi          | UGSS             | SUI              | Aeroporto di Sukhumi Dranda (Sukhum Babushara Airport) | 42°51′29″N 41°07′41″E |
| Aeroporti militari |                  |                  |                  |                                                        |                       |
| Gudauta            | Gudauta          |                  |                  | Aeroporto militare di Gudauta                          | 43°06′14″N 40°34′45″E |